# Адміністративний устрій Балаклійського району
Адміністративний устрій Балаклійського району — адміністративно-територіальний поділ Балаклійського району Харківської області на 1 міську, 3 селищні та 20 сільських рад, які об'єднують 69 населених пунктів та підпорядковані Балаклійській районній раді. Адміністративний центр — місто Балаклія.

## Список радБалаклійського району
| №  | Назва                         | Центр             | Населені пункти                                                                                          | Площа км² | Місце за площею | Населення (2001), чол. | Місце за населенням |
| -- | ----------------------------- | ----------------- | --- | --------- | --------------- | ---------------------- | ------------------- |
| 1  | Балаклійська міська рада      | м. Балаклія       | м. Балаклія c. Крейдянка                                                                                 |           |                 |                        |                     |
| 2  | Андріївська селищна рада      | смт Андріївка     | смт Андріївка                                                                                            |           |                 |                        |                     |
| 3  | Савинська селищна рада        | смт Савинці       | смт Савинці c. Довгалівка c-ще Раківка                                                                   |           |                 |                        |                     |
| 4  | Донецька селищна рада         | смт Донець        | смт Донець c. Дальня Шебелинка c. Копанка c. Прогрес c. Червона Гірка                                    |           |                 |                        |                     |
| 5  | Асіївська сільська рада       | c. Асіївка        | c. Асіївка c-ще Слобожанське c. Новомиколаївка c. Попівка c. Соколівка c. Успенське                      |           |                 |                        |                     |
| 6  | Борщівська сільська рада      | c. Борщівка       | c. Борщівка                                                                                              |           |                 |                        |                     |
| 7  | Бригадирівська сільська рада  | c. Бригадирівка   | c. Бригадирівка                                                                                          |           |                 |                        |                     |
| 8  | Вербівська сільська рада      | c. Вербівка       | c. Вербівка                                                                                              |           |                 |                        |                     |
| 9  | Веселівська сільська рада     | c-ще Веселе       | c-ще Веселе c-ще Крючки c-ще Новоселівка c-ще Нурове c. Пазіївка c. Слабунівка c-ще Теплянка c. Українка |           |                 |                        |                     |
| 10 | Вишнівська сільська рада      | c. Вишнева        | c. Вишнева c. Першотравневе                                                                              |           |                 |                        |                     |
| 11 | Гусарівська сільська рада     | c. Гусарівка      | c. Гусарівка c. Волобуївка                                                                               |           |                 |                        |                     |
| 12 | Залиманська сільська рада     | c. Залиман        | c. Залиман c. Мирна Долина c. Норцівка                                                                   |           |                 |                        |                     |
| 13 | Лозовеньківська сільська рада | c. Лозовенька     | c. Лозовенька c. Вільне c. Нова Серпухівка                                                               |           |                 |                        |                     |
| 14 | Міловська сільська рада       | c. Мілова         | c. Мілова c. Криничне c. Первомайське c. Червоний Шлях                                                   |           |                 |                        |                     |
| 15 | Морозівська сільська рада     | c. Морозівка      | c. Морозівка c. Бородоярське c. Вільхуватка                                                              |           |                 |                        |                     |
| 16 | Петрівська сільська рада      | c. Петрівське     | c. Петрівське c. Берестянки c. Завгороднє                                                                |           |                 |                        |                     |
| 17 | Пришибська сільська рада      | c. Пришиб         | c. Пришиб c-ще Покровське c. Явірське                                                                    |           |                 |                        |                     |
| 18 | Протопопівська сільська рада  | c. Протопопівка   | c. Протопопівка c. Волвенкове                                                                            |           |                 |                        |                     |
| 19 | П'ятигірська сільська рада    | c-ще П'ятигірське | c-ще П'ятигірське c. Глазунівка c. Серафимівка                                                           |           |                 |                        |                     |
| 20 | Чепільська сільська рада      | c. Чепіль         | c. Чепіль c. Вітрівка                                                                                    |           |                 |                        |                     |
| 21 | Новогусарівська сільська рада | c. Нова Гусарівка | c. Нова Гусарівка c. Байрак c. Щурівка                                                                   |           |                 |                        |                     |
| 22 | Шебелинська сільська рада     | c. Шебелинка      | c. Шебелинка c. Новотроїцьке                                                                             |           |                 |                        |                     |
| 23 | Шевелівська сільська рада     | c. Шевелівка      | c. Шевелівка                                                                                             |           |                 |                        |                     |
| 24 | Яковенківська сільська рада   | c. Яковенкове     | c. Яковенкове c. Вовчий Яр c. Таранушине c. Степок c. Калинівка                                          |           |                 |                        |                     |

* Примітки: м. — місто, с-ще — селище, смт — селище міського типу, с. — село